# Тюремні банди США
Тюре́мні ба́нди США
За даними Міністерства Юстиції США (US Department of Justice), в 2002 році в США були більше 2 млн ув'язнених, що становить 476 ув'язнених на кожних 100 тис. жителів країни. 45.1 % ув'язнених — чорношкірі, 34.2 % — білі, 18.1 % — латиноамериканці.
У в'язницях расова сегрегація стає помітнішою і гострішою, конфлікти на расовому і національному ґрунті виникають постійно. В результаті утворюються неформальні групи і банди, члени яких спільно захищаються від інших груп і банд. Шість тюремних банд в США придбали вплив і потужність, що дозволяє їм активно діяти за межами зон, захищених колючим дротом.
Спочатку створення і приєднання до тюремних банд було засноване на расистських упередженнях і інстинкті самозбереження. У Каліфорнії ще існує федеральна в'язниця Ломпок, в якій забороняється представникам різних рас жити в одній камері. Білі банди надавали захист своїм білим побратимам, що приєдналися до них, а афроамериканські банди захищали чорних. Після невеликого часу, ці банди перетворилися на могутні злочинні синдикати.

## «Арійське братство» \ Aryan Brotherhood
Найвідомішою і могутнішою з банд є угрупування «Арійське братерство», яка надає захист білим ув'язненим і заснована на принципах расизму. Створена, як виключно тюремна організація в 1967 році у в'язниці Сен-Квентін, ця банда перетворилася на злочинний синдикат з міцними зв'язками з мексиканською і італійською мафіями.
Своїми найбільшими ворогами Братерство вважає афроамериканців. Нерідко між «арійцями» і чорними бандами проходять справжні війни. Братерство навіть підтримує деякі чорні угрупування, для того, щоб ті першими почали безлади у в'язниці. Стати членом банди можуть тільки білі ув'язнені і довічна вірність своїм побратимам є необхідною умовою вступу до організації. У переважній більшості випадків, повне членство допускається тільки тоді, коли кандидат скоює який-небудь серйозний злочин. Більш того, кожного кандидата ретельно перевіряють. Тому випробувальний термін може затягнутися більше, ніж на рік. Члени банди слідують принципам білого націоналізму «White pride», що підкреслює їх відданість ідеї переваги білих.
Члени Братерства підкреслено аполітичні. Символами банди вважаються свастика, ірландський чотирилисник або ініціали AB, які члени організації витатуйовують на спині або зап'ясті. Банда активно займається торгівлею наркотиками, рекетом і биттям «у виховних цілях» як усередині в'язниці, так і на волі. Усередині тюремних стін, «Арійське Братерство» займається контрабандою недозволених предметів (зокрема, зброї і алкоголю) і торгівлею наркотиками.
Організація також відома своїми жорстокими методами. З 1975 до 1992 рік тільки в каліфорнійських в'язницях члени банди зробили 66 вбивств ув'язнених, також убивши трьох охоронців. Більш того, «Арійське Братерство» також займається вбивствами на замовлення. Замовлення можуть поступити як від їх побратимів, так і від представників мафій. За даними ФБР \ FBI протягом 23 років банді було «замовлено» 32 вбивства, 16 «замовлень» було успішно виконано. Вбивства здійснюються з різних причин. Наприклад, одного з колишніх ув'язнених переслідували через те, що його дружина відмовилася пронести наркотики у в'язницю. У грудні 2002 року федеральні служби США заявили, що вони знищили «Арійське Братерство», заарештувавши всіх їхніх лідерів. Двадцяти трьом ватажкам банди загрожує страта. Проте небагато вірять, що «Арійське Братерство» можливо знищити. Не зважаючи на те, що арештованих авторитетів помістили у в'язницю, яка у федеральній системі США найсуворіше охоронялася, ув'язнені змогли і звідти продовжити керувати справами організації.

## "Нета" \ Neta
У ряди банди «Нета» входять американці латиноамериканського походження, в основному пуерториканці. Організація була створена в 1970 році у в'язниці Педрас, в Пуерто-Рико (держава, що приєдналася до США). Її первинною метою була зупинка насильства серед ув'язнених. Нині банда воліє виступати як культурологічна організація і залишатися в тіні жорстокіших, але менш численніших злочинних структур, створених злочинцями — латиноамериканцями. «Нета» займається наркобізнесом і здирством, для чого налагоджує зв'язки з молодіжними вуличними бандами. Члени банди «Нета» дуже патріотичні і стверджують, що борються за свободу Пуерто-Рико, «пригноблюваній нації, незадоволеній управлінням США». Символом організації вважається серце, проколене прапором Пуерто-Рико, а також гроно руки з схрещеними пальцями, що в мові глухонімих означає букву «Н», а також символізує єдність. Кольорами банди вважаються червоний, білий і синій, іноді і чорний. Членів банди можна розпізнати по одягу, бандані чи коралям цих кольорів. Більшість членів цієї організації наносить собі татуювання — серце с буквою N між вказівним і великим пальцем руки.
Неповага до одного члена банди вважається образою всієї організації і, в більшості випадків, карається жорстокою смертю. 30-го числа кожного місяця члени «Нета» збираються разом, щоб пошанувати пам'ять полеглих товаришів. Новобранців «Нета» відбирає дуже ретельно. Кожен новий член банди зобов'язується забезпечити вербування ще 20 чоловік. Кандидат в банду носить білі намиста. Після того, як він доводить свою лояльність банді і його приймають до лав організації, йому дозволяється носити білі і чорні намиста, з однією червоною намистиною посередині. «Нета» вважається дуже небезпечною. Члени банди постійно ходять з вогнепальною зброєю. Присутність поліції або озброєних охоронців не зупиняє їх в намірі скоїти злочин. Багато злочинців прагнуть щадити поліцейських, оскільки за вбивство служителя закону їм загрожує страта. Але члени «Нета» ніколи не зупинялися перед вбивством поліцейських.

## "Сім'я Чорних Партизан" \ Black Guerilla Family
Могутня афроамериканська тюремна банда була заснована в 1966 році у в'язниці Сен-Квентін, роком раніше «Арійського Братства». Ця банда є найбільш політизованою з усіх відомих тюремних груп США. Вона були створена як революційна організація, чия ідеологія складає химерну суміш марксизму-ленінізму і маоїзму. Спочатку «партизани» виступали за викорінювання расизму, збереження гідності пригноблюваних чорношкірих і скидання уряду США. Ця антиурядова ідеологія відображена в їх символіці: найбільш відомо два символи — «дракона, що атакує тюремну башту» або «схрещені мечі і револьвер».
Членами банди можуть стати тільки чорношкірі ув'язнені, а також члени вуличних банд. Членство в банді довічне, вихід з організації карається смертю.

## "Мексиканська Мафія" \Mexican Mafia
Банда була створена в 1950-х роках у виправній установі для малолітніх правопорушників. Нині ця організація вважається найактивнішою бандою у федеральних в'язницях США за частотою інцидентів з її участю. «Мафіозі» вербують тільки латиноамериканців, їх найсерйознішим кровним ворогом вважається ще одна латиноамериканська тюремна банда «Наша Сім'я» \ La Nuestra Familia. «Мексиканська Мафія» знаменита також тим, що вона надає захист укладеним членам легендарного італійського злочинного синдикату «Коза Ностра» \ Cosa Nostra.
Ідеологія банди заснована на етнічній солідарності. «Мексиканська Мафія» займається торгівлею і контрабандою наркотиків і здирством. Організація часто практикує вбивства, щоб покарати відступників і щоб придбати пошану з боку членів інших злочинних груп. Вбивства, здійснені бандою, відрізняються особливою жорстокістю. Дружини, дівчата і рідні членів банди користуються великою пошаною, оскільки вони допомагають проводити операції з наркотиками і забезпечують контакти ув'язнених із зовнішнім світом.

## "Наша Сім'я" \ La Nuestra Familia
Ця банда була створена в середині 1960-х років в Каліфорнії спочатку для захисту від «Мексиканської Мафії». Ворожнеча цих двох груп заснована на культурних і психологічних відмінностях між мексиканцями: вихідцями з міст («Мафія») і з сільської місцевості («Сім'я»). Взаємна ненависть цих двох банд така сильна, що тюремні власті активно ізолюють один від одного виявлених членів цих груп. У «Нашу Сім'ю», в основному, входять етнічні мексиканці з провінційних районів США. Організація вважає своєю головною метою захист молодших і новоприбулих ув'язнених. Проте боротьба за владу перетворила організацію на кримінальну банду, метою якої є контроль за надходженням у в'язниці контрабанди. Членів La Nuestra Familia можна розпізнати по червоній латочці на одязі, але найголовнішою їх відмінністю вважаються обширні татуювання по всій спині. На татуювання зображено сомбреро з кинджалом або ініціали LNF.

## "Техаський Синдикат" \Texas Syndicate
Банда була заснована на початку 1970-х років у в'язниці Фолсом в Каліфорнії. Як і багато подібних структур, «Синдикат» був створений для самозахисту від інших банд. Ідеологія банди заснована на ідеї переваги латиноамериканського етносу. Нині в банду можуть вступити уродженці Колумбії, Куби і Мексики. Члена «Техаського Синдикату» називають «Братом» (Carnal), новобранця — «Кардиналом» (Cardinal), а лідера — «Головою правління» (Chairman). Символом банди, який її члени татуюють на правому передпліччі, є буква T, яку старанно маскують серед інших татуювань, що зазвичай зображають дракона, орла, змію і кинджал. Банда часто удається до насильства. Як і інші банди вона займається торгівлею наркотиками і рекетом.
Як заявляє організація American Civil Liberties, факт того, що число і могутність тюремних банд так швидко росте доводить те, що американській тюремній системі не вдається перевиховати злочинців. Потужність цих організацій так зросла, що в деяких в'язницях створилася загроза, що реальний контроль над пенітенціарними установами перейде в руки банд.